# Euchrepomis callinota
Az Euchrepomis callinota a madarak osztályának verébalakúak (Passeriformes) rendjébe és a hangyászmadárfélék (Thamnophilidae) családjába tartozó faj.

## Rendszerezése
A fajt Philip Lutley Sclater angol ügyvéd és zoológus írta le 1855-ben, a Formicivora nembe Formicivora callinota néven. Besorolása vitatott, egyes szervezetek a Terenura nemben sorolják Terenura callinota néven.

## Alfajai
- Euchrepomis callinota callinota (P. L. Sclater, 1855)
- Euchrepomis callinota venezuelana (Phelps, Sr & Phelps, Jr, 1954)
- Euchrepomis callinota guianensis (Blake, 1949)
- Euchrepomis callinota peruviana  (Meyer de Schauensee, 1945)

## Előfordulása
Costa Rica, Panama, Ecuador, Guyana, Kolumbia, Peru, Suriname és Venezuela területén honos. Természetes élőhelyei a szubtrópusi vagy trópusi síkvidéki és hegyi esőerdők. Állandó, nem vonuló faj.

## Megjelenése
Testhossza 11 centiméter, testtömege 7–8 gramm.

## Életmódja
Rovarokkal táplálkozik.

## Természetvédelmi helyzete
Az elterjedési területe rendkívül nagy, egyedszáma ugyan csökken, de még nem éri el a kritikus szintet. A Természetvédelmi Világszövetség Vörös listáján nem fenyegetett fajként szerepel.